# Patershol

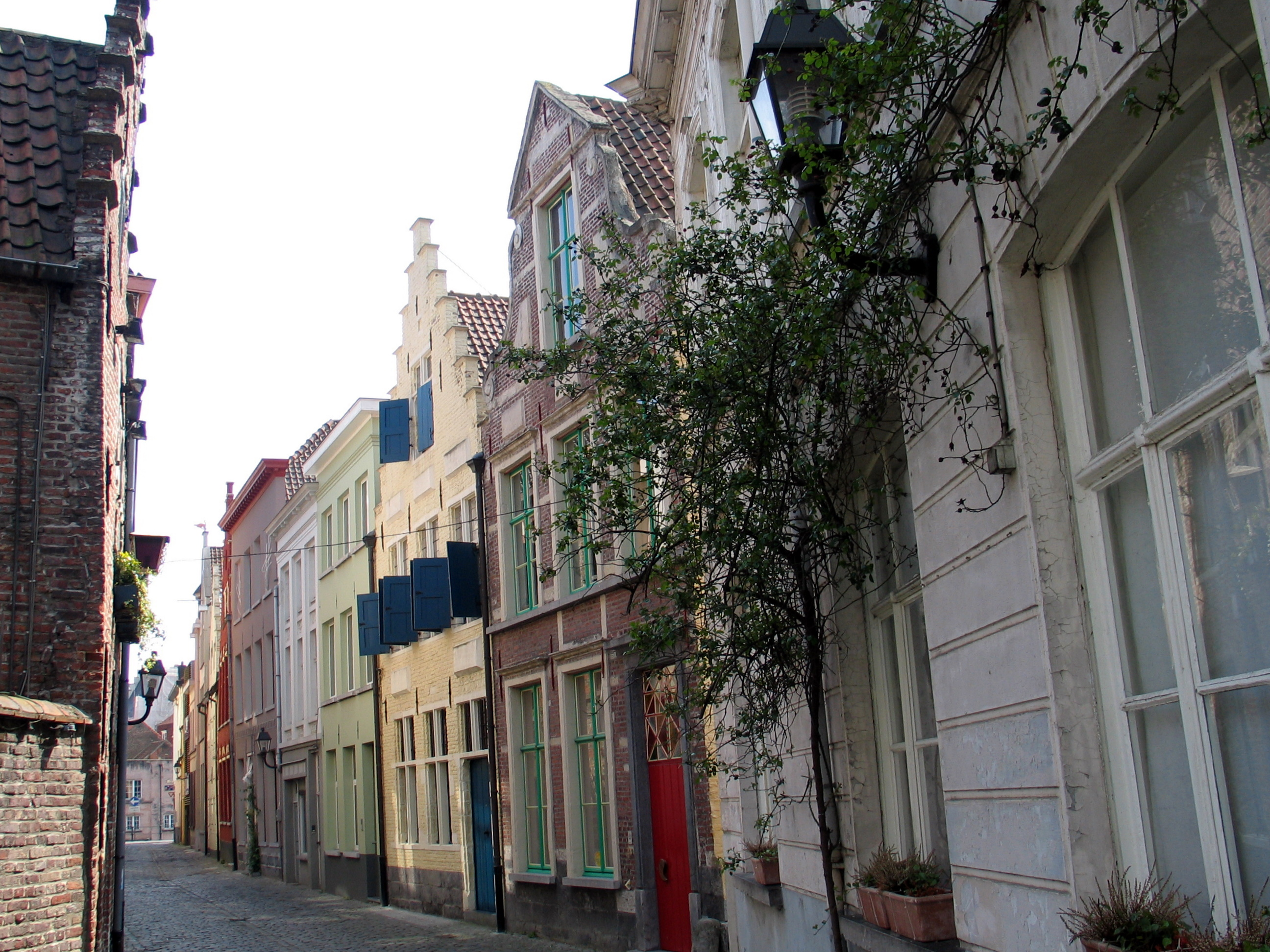
Straten in het Patershol

Het Patershol is een oude wijk in het historische centrum van de Belgische stad Gent. Het gebied is ongeveer 4,5 ha groot en telt een gesloten stratenpatroon dat het uit de middeleeuwen heeft bewaard. De wijk wordt door de Geldmunt, de Lange Steenstraat, de Grauwpoort, het Sluizeken, Oudburg en de Kraanlei begrensd. De Leie vormt een natuurlijke grens met de rest van het oude stadscentrum. De wijk huisvest tegenwoordig veel kleine cafés en restaurantjes. Aan het Kaatsspelplein 8 is er ook een ontmoetingscentrum voor senioren met het predicaat "open huis voor 55-plussers, 't Pratershol" (bewust geschreven met een r tussen de p en de a). In de wijk bevindt zich het Caermersklooster en het Huis van Alijn. Het Patershol en de omgeving werden in 1981 beschermd als stadsgezicht.

## Geschiedenis
Oorspronkelijk was de buurt een grafelijk militair gebied dat eigendom was van de graven van Vlaanderen. Op het eind van de 13de eeuw hadden er zich paters gevestigd, en ging het gebied naar het schependom van Gent. Toen op het eind van de 15de eeuw de Raad van Vlaanderen in het nabijgelegen Gravensteen werd ondergebracht, kwamen zich in het gebied advocaten en magistraten vestigen. Er kwamen later ook middenstanders en ambachtslieden, zoals leerlooiers. Het Patershol werd een gegoede buurt. Toen aan het begin van de 19de eeuw er steeds meer industrialisatie kwam, werd het Patershol een buurt waar veel arbeiders gingen wonen. Veel van de grote gebouwen werden afgebroken of opgedeeld in kleinere arbeiderswoonsten, wat tot het ontstaan van beluiken leidde. Toen de industrie en z'n werknemers zich op het eind van de 19de eeuw naar de buitenwijken verplaatsten, werd het Patershol met z'n nauw stratenpatroon geleidelijk een achtergestelde buurt of getto. 
Niettemin vond er vanaf het einde van de 19de eeuw een artistieke bohème inspiratie: Joseph Paelinck, Hyppolyte Le Roy, Julius De Praetere, Karel van de Woestijne, Valerius De Saedeleer, Georges Minne, Frits Van den Berghe (en andere leden van de latere zgn. Eerste en Tweede groep van Latem), en vooral Jules De Bruycker. In het Interbellum nagevolgd door Charles Callewaert, Achiel Vereecken, Gustaaf Crommelinck, Jules Van de Veegaete, Karel Van Belle, Leonard en Raphael De Buck, Berten Coolens, Jef Wauters, de gebroeders Coppejans e.a. Recenter vonden ook Camille D’Have, Louis De Meester, Filip Claus, Walter De Buck, Stan Kenis, Gaby De Schepper, Freek Neirynck, Norbert Detaeye, Stefan Hertmans, Herman Brusselmans er een thuis. Tot in de jaren zeventig bleef die getto-toestand niettemin bestaan, waarna vanaf begin jaren 1980 de oude wijk dankzij zijn centrale ligging en historische waarde stadsbestuur en privé-investeerders aantrok die zorgden voor restauratie, renovatie en toeristische opwaardering. De bestrating met kasseien bleef grotendeels behouden.
Het begin van de redding van de buurt is al opgestart in de nasleep van mei '68, een decennium lang. Vanuit academiestudenten en nieuwe buurtbewoners (sociaal geëngageerde adolescenten, architecten en monumentenzorgers avant la lettre) kwam groeiend verzet tegen de stedenbouwkundige kaalslagplannen van het Gents stadsbestuur die net als in de jaren 1950 bij de sloop van de Groene Brielbuurt, het verdwijnen van het Patershol en zijn bewoners inhielden (o.a. alternatief behoudsgezind afstudeerproject 1968 door architectenkoppel Jean Zerck en Claire Mulder, tekeningen Guido Deseijn; en winnend ontwerp wedstrijd 'Gent Morgen' 1971 van architecten Willy Verstraete en Herman De Witte). Het was de periode waarin het Patershol ruimer bekendheid verwierf als decor voor de film "Malpertuis" (1970, filmfestival Cannes 1971), door Harry Kümel geregisseerd naar het verhaal van Jean Ray. Tussen 1972 en 1975 was het anarchistisch buurthuis "Aktiekomitee Patershol" op het adres Hertogstraat 13 (nu 17) actief (door o.a. architectenkoppel Gerda Verheeke en Guido Deseijn), gelegen naast het toen bekende alternatieve jongerencafé De Kabouter. Doel van de vrijwilligers van de commune Aktiekomitee 13 was het behoud van de buurt voor haar oorspronkelijke bewoners door sociaal werk voor volwassenen (steun aan sociale stadsvernieuwing, hulp in levensproblemen, kledinghulp...) en buurtkinderen (inrichten kinderspeelplaats, Klaasfeest...), de oprichting van een alternatieve Werkgroep Stadsvernieuwing (de eerste in zijn soort te Gent) en de uitgave van de stadskrant Den Agentenaar, naast het doen herleven van de stervens na dode gebuurtedekenij door het organiseren van de eerste echte "Patersholfeesten" die naam waardig. 
Tussen 1972 en 1977 -het blijkbaar 'vergeten' lustrum van het Patershol- werden in alle straten van de buurt de culturele registers opengetrokken met muzikale optredens van toppers van de voorbije Gentse Feesten bij Sint-Jacobs (volkszanger Walter De Buck en groep, het pas opgerichte vormingstheater Vuile Mong en zijn Vieze Gasten, en Vlaanderens eerste politieke toneelgroep Het Trojaanse Paard, in 1977 zelfs wijlen John Massis...) en andere muzikanten (de onmisbare fanfare De Strooien Hoedjes), beeldende kunstenaars (Firmin Janssens en de Kunstkring der Gentse Posterijen, Jan Verwest, buurtbewoners Hukam & Gaby Deschepper, e.a.), toneelspelers en sympathisanten die hun onbaatzuchtige medewerking verleenden. Dit leidde in 1974 tot de BRT-documentaire "k Leve nog - van een buurt die niet sterven wil" (regie Frans Frederickx, camera Guido Van Rooy, scenario Freek Neirynck). In 1977 moest het Aktiekomitee op haar beurt wegens geldgebrek de handdoek in de ring gooien. 
De bal was echter aan het rollen en vanaf het Monumentenjaar 1975 onder toenmalig cultuurminister Rika De Backer was er geen weg terug voor de bescherming en de restauratie van het Patershol. Er volgde tussen 1978 en 1980 in het kielzog van de voorbije buurtacties, maar met meer media-aandacht, nog een heftig verzet rond de ontruiming van het tweede pandhof van het Caermersklooster, waarbij de vzw 'Pandinistisch Verblijvingsfront' (verwijzend naar het toen populaire Zuid-Amerikaanse Sandinistisch Bevrijdingsfront) opnieuw met de hulp van o.a. de Gentse kunstenaarsscène haar slag thuishaalde (en haar gelijk bij de Raad van State in 1991).

## Evenementen
Elk jaar, rond 15 augustus, vinden er de Patersholfeesten plaats, ook wel de "kleine Gentse feesten" genoemd. Er zijn optredens op het Kaatsspelplein, de dekenij Patershol maakt gestreken mastellen, de kinderen van het Patershol zingen of schilderen en op zondag is er een rommelmarkt.

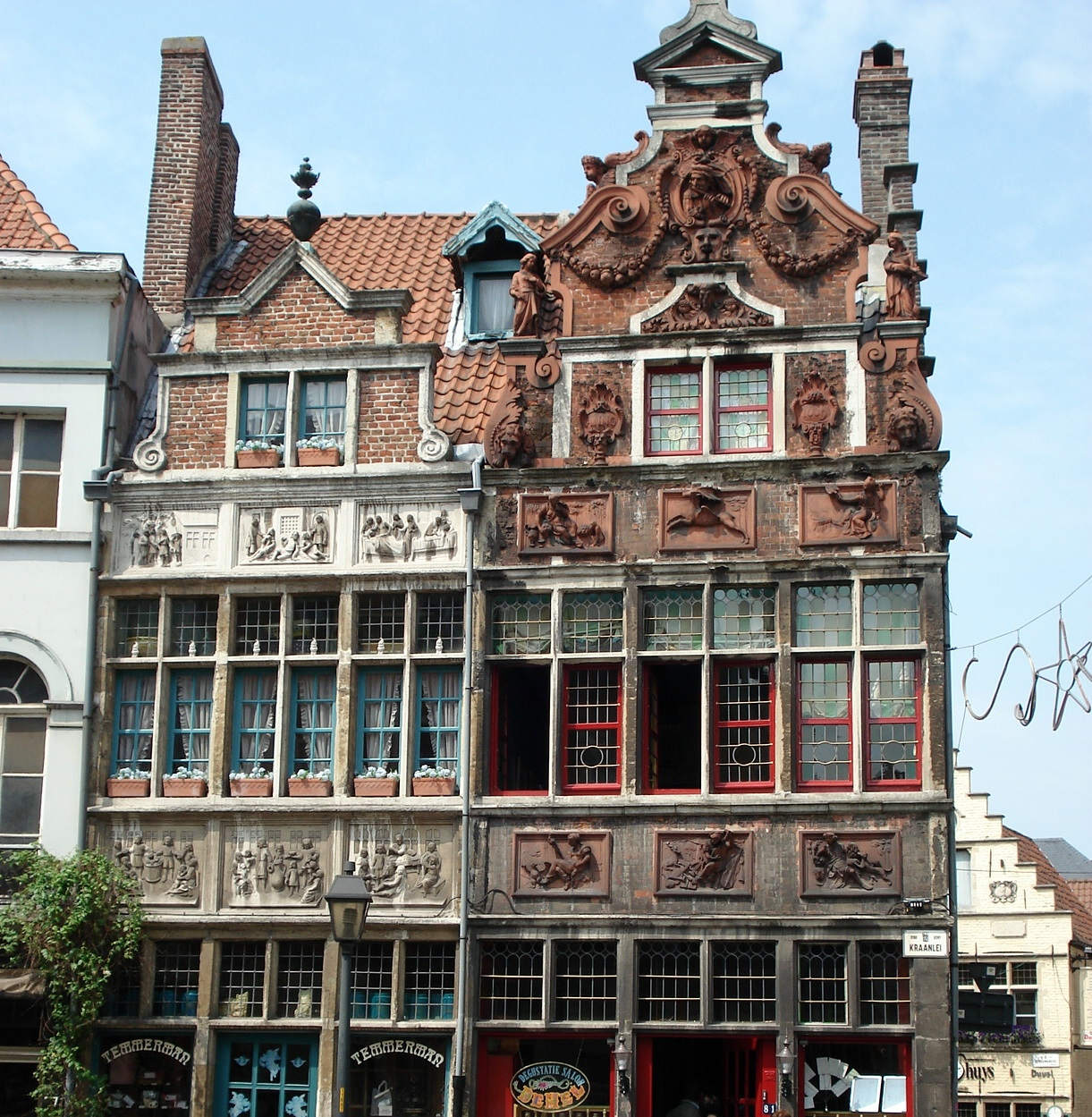
Kraanlei 79-81, gebouwen "De werken van barmhartigheid" (nr. 79) en "De fluitspeler"/"Het vliegend hert"/"De Hel") (nr. 81)
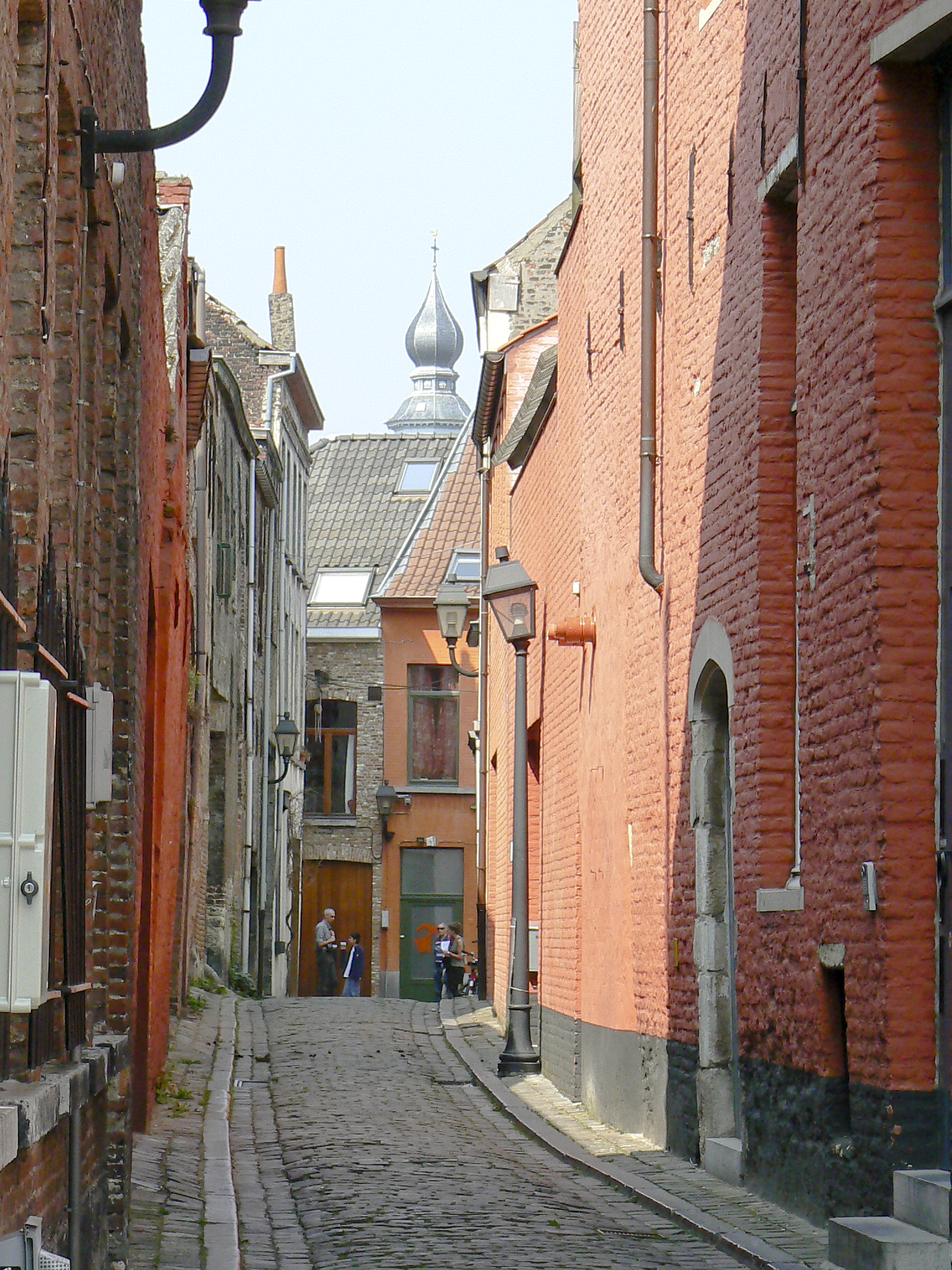
De Ballenstraat